# Bad Dürkheim
Bad Dürkheim (in tedesco palatino Derkem) è una città della Renania-Palatinato, in Germania.
È il capoluogo, e il centro maggiore, del circondario (Landkreis) omonimo (targa DÜW).

## Geografia fisica
Bad Dürkheim si trova sulla "Strada tedesca del vino" (Deutsche Weinstraße), a circa 30 km da Kaiserslautern e a quasi 20 km da Freinsheim, Ludwigshafen e Mannheim.

## Gemellaggi[2]
- Paray-le-Monial, dal 1966
- Wells, dal 1983
- Kluczbork, dal 2000
- Kempten (Allgäu), dal 2001

Bad Dürkheim intrattiene un rapporto di patronato (Patenschaft) con:
- Bad Berka, dal 1990

Bad Dürkheim intrattiene rapporti di amicizia (Städtefreundschaft) con:
- Michelstadt, dal 1979
- Emmaus, dal 1989